# Vysoká (Malá Morava)
Vysoká, bis 1948 Nová Ves (deutsch Neudorf-Alt auch Neudorf bei Altstadt, Neudorf I, volkstümlich Schubert-Neudorf) ist ein Ortsteil der Gemeinde Malá Morava in Tschechien. Er liegt sechs Kilometer nordwestlich von Hanušovice und gehört zum Okres Šumperk.

## Geographie
Vysoká befindet sich am östlichen Gehänge des Sviní hora (Sauberg, 1073 m) über dem Tal des Zelený potok im Glatzer Schneegebirge. Nordwestlich erhebt sich der Horní Sviní hora (Oberer Sauberg, 1096 m), im Nordosten der Větrovec (Widkopf, 785 m) und im Südosten der Křížový kopec (Kreuzberg, 690 m).
Nachbarorte sind Hynčice pod Sušinou und Štěpánov im Norden, Chrastice im Nordosten, Vysoké Žibřidovice im Osten, Žleb im Südosten, Vlaské und Vojtíškov im Süden, Malá Morava im Südwesten sowie Sklené im Westen. Nördlich befindet sich die Wüstung Cibulka (Cibulkafeld), im Süden die erloschene Ansiedlung Christenfeld.

## Geschichte
An der Stelle von Vysoká befand sich das Dorf Wojcechsdorph, dessen Ersterwähnung 1325 im Zuge seiner Überlassung an das Kloster Kamenz durch Hanß von Wustehube erfolgte. Dieser Ort erlosch während der Hussitenkriege und ist nicht identisch mit dem anderen, in derselben Urkunde ebenfalls aufgeführten Wojcechsdorph.
Im 16. Jahrhundert wurde das Dorf unter dem Namen Neudorf durch die Herren von Zwole und Goldenstein wiederbesiedelt. Wenzel von Zwole auf Goldenstein setzte 1563 Linhardt Leckl zum Erbrichter ein und übergab ihm zwei Hufen Felder und die gleiche Fläche Brachland. Zugleich erhielt er das Schankrecht für Wein sowie Schweidnitzer und Glatzer Bier. Hynek von Würben auf Goldenstein verpflichtete 1584 die Bewohner zu Dienstbarkeiten gegenüber seiner Herrschaft. 
1654 bestand Neudorf aus 21 Anwesen und hatte 106 Einwohner. Pfarrort war Hohenseibersdorf. Im Jahre 1791 bestand Neudorf aus 41 Häusern und hatte 299 Einwohner. 1839 lebten in den 42 Häusern des Dorfes 253 Menschen.
Nach der Aufhebung der Patrimonialherrschaften bildete Neudorf eine politische Gemeinde im Bezirk Mährisch Schönberg. Der Ort gehörte zum Gerichtsbezirk Altstadt und wurde deshalb zur Unterscheidung von Neudorf-Wies[enberg] als Neudorf-Alt[stadt] und später auch als Neudorf I bezeichnet. 1921 lebten in den 55 Häusern von Neudorf 251 deutsche Katholiken. 1930 bestand der Ort aus 52 Häusern, in denen 266 Deutsche und ein Tscheche, die allesamt katholisch waren, lebten.
Infolge des Münchner Abkommens wurde die Gemeinde 1938 dem Deutschen Reich zugeschlagen und gehörte bis 1945 zum Landkreis Mährisch Schönberg. 1939 hatte Neudorf I 222 Einwohner. Nach dem Zweiten Weltkrieg erfolgte die Vertreibung der deutschen Bewohner.
1948 wurde das Dorf nach Vojtíškov eingemeindet und mit diesem zusammen 1961 nach Malá Morava. 1991 hatte der Ort 7 Einwohner. Im Jahre 2001 bestand das Dorf aus 3 Wohnhäusern, in denen eine Person lebte.

## Sehenswürdigkeiten

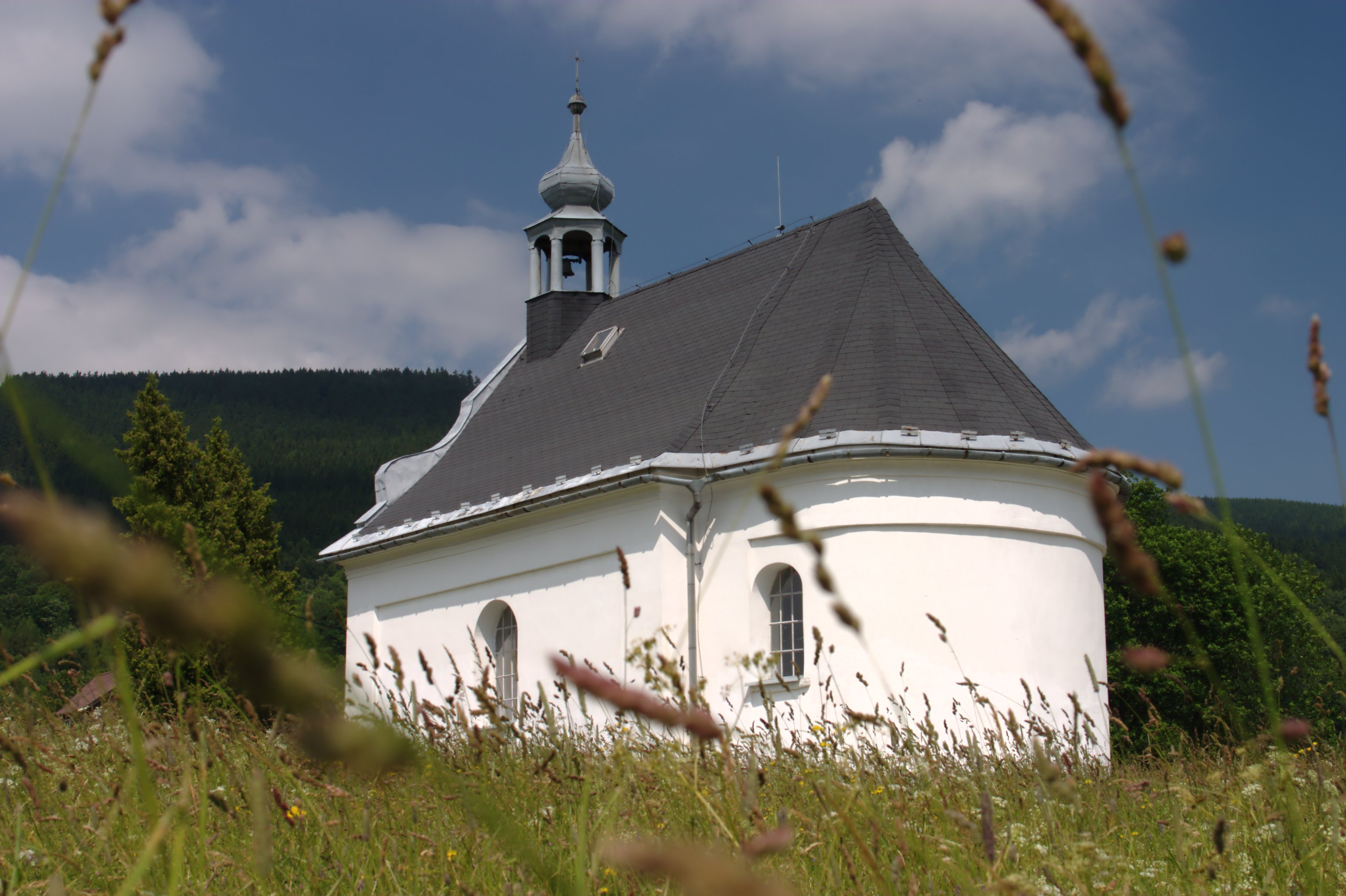
Kapelle der hl. Dreifaltigkeit

- Kapelle der hl. Dreifaltigkeit, errichtet 1786
- barocke Christusstatue, genannt Ölvater, gestiftet 1780 vom Flachshändler Carl Schubert, am Weg nach Vysoké Žibřidovice am Hügel Olivetská (Ölberg)
- Schubert-Gedenkstätte, 1996 in Anwesenheit von Marta Böhm-Schubert geweiht

## Söhne und Töchter des Ortes
- Franz Theodor Schubert, der Vater des Komponisten Franz Schubert, wurde 1763 in Neudorf geboren. Schuberts Großvater Carl verteidigte die Neudorfer Bauern gegenüber der Herrschaft Goldenstein und ließ die Christusfigur Ölvater am Weg nach Hohenseibersdorf aufstellen.